# Famille d'Aguesseau
Pour les articles homonymes, voir D'Aguesseau.
La famille d'Aguesseau est une famille noble française éteinte, qui a notamment donné le chancelier de France, sous Louis XV, Henri François d'Aguesseau (1668-1751).

## Personnalités
- Antoine d'Aguesseau (1587-1645), président au Grand Conseil (1624), premier président au Parlement de Bordeaux (1631)
- Henri d'Aguesseau (1636-1716), conseiller d'État, président du Conseil du Commerce (1700-1715)
- Henri François d'Aguesseau (1668-1751), son fils, chancelier de France
- Joseph Antoine d'Aguesseau (1679-1744), un autre de ses fils, conseiller au Parlement de Paris, mort sans postérité
- Henriette-Anne-Louise d'Aguesseau (1737-1794), petite-fille d'Henri-François d'Aguesseau, duchesse de Noailles
- Henri-Cardin-Jean-Baptiste d'Aguesseau (1747-1826), frère de la précédente, diplomate et sénateur

## Filiation
```
Henri François d'Aguesseau
 (1668-1751), chancelier de France
x 1694 Anne Françoise Lefèvre d'Ormesson (1678-1735)
├──> Claire Thérèse d'Aguesseau (1699-1772)
│    x ? Guillaume de Chastellux (1683-1742)
│
├──> Jean-Baptiste Paulin d'Aguesseau (1699-1772)
│    x1 1736 Anne Louise Françoise du Pré de La Grange (1719-1737)
│    │
│    ├──> 
Henriette-Anne-Louise d'Aguesseau
 (1737-1794)
│    │    x 1755 
Jean Louis Paul François de Noailles
 (1739-1824), 
duc d'Ayen

│    │
│    x2 1741 Marie Geneviève Rosalie Le Bret (1721-1759)
│    │
│    ├──> Angélique Françoise Rosalie d'Aguesseau (1745-1786)
│    │    x 1762 
Jean Baptiste Gaspard Bochart de Saron
 (1730-1794), magistrat, astronome et mathématicien français
│    │
│    ├──> 
Henri-Cardin-Jean-Baptiste d'Aguesseau
 (1747-1826), diplomate et sénateur
│    │    x 1775 Marie Catherine de Lamoignon de Basville (1759-1849)
│    │    │
│    │    └──> Marie Félicité Henriette d'Aguesseau (?-1847)
│    │         x 1797 
Octave de Ségur
 (1779-1818) 
     │
     └──> Antoinette Elisabeth Marie d'Aguesseau (1756-1828)
          x 1777 
Louis-Philippe de Ségur
 (1753-1830), diplomate français
```